# Edgar Elías Azar
Edgar Elías Azar (Acapulco, Guerrero, 7 de agosto de 1946) es un magistrado y diplomático mexicano. De enero de 2008 a marzo de 2017 fue  Presidente del Tribunal Superior de Justicia de la Ciudad de México
De 2017 a 2018, se desempeñó como Embajador de México ante el Reino de los Países Bajos y como representante Permanente ante la Organización para la Prohibición de las Armas Químicas (OPAQ). 

## Biografía
Realizó sus estudios profesionales en la Facultad de Derecho de la UNAM, obteniendo el título de Licenciado en Derecho el 17 de agosto de 1970. En 1998 realiza dos diplomados, el primero de ellos en arbitraje internacional, en la Escuela Libre de Derecho, y el otro el Derecho Civil, en la Universidad de Estudios de Posgrados en Derecho. En agosto de 2000, obtuvo el grado de maestría en Contratos Civiles por la universidad Iberoamericana, en noviembre de 2002, la maestría de estudios avanzados por la Universidad Complutense de Madrid, y en enero de 2005 el grado de Doctor en Derecho, (mención honorífica por unanimidad), por la misma Universidad. En 2017, obtiene el grado de Doctor en Derecho por la Universidad Anáhuac del norte, México. 

## Trayectoria
En la función pública sirvió al Estado de Guerrero como Secretario de Finanzas y ha ocupado varios cargos en el Gobierno Federal como Director Jurídico de la Administración del Patrimonio de la Beneficencia Pública y Director de Normatividad y Control de la Dirección General de Adquisiciones de la Secretaría de Salud. 
En el ámbito judicial, se ha desempeñado como juez Noveno de lo Civil y como magistrado de la Quinta y de la Primera Sala Civil del Tribunal Superior de Justicia de la Ciudad de México. 
En diciembre de 2007 fue elegido presidente del Poder Judicial Capitalino por primera ocasión para el periodo 2008-2011 y en el 2013 como presidente de la Comisión Nacional de Tribunales Superiores de Justicia de los Estados Unidos Mexicanos. 
Desde ahí logró impulsar una gran cantidad de proyectos para mejorar la justicia local en nuestro país. Tales como la implementación de las reformas jurídicas más relevantes: la reforma penal, la oralidad mercantil, civil y familiar. También estableció las bases para la adecuada unificación de criterios en la selección de jueces y para el levantamiento de información estadística unificada en todo el país, entre otros proyectos. 
Como Presidente del Tribunal Superior de Justicia la Ciudad de México, impulsó la implementación de los “Indicadores sobre el derecho a un juicio justo”, siendo el primer Tribunal del Mundo en implementarlos y consolidando una de las acciones más contundentes para asegurar la transparencia de los poderes judiciales. Este sistema fue replicado por otros países latinoamericanos como: Bolivia, Chile, Perú, Paraguay, entre otros. 
Ha sido conferencista en más de 200 foros a nivel Nacional e Internacional.  En el 2016, dictó la conferencia: “Trata de personas en el mundo globalizado”, en el Estado del Vaticano. Ese mismo año, dictó la conferencia “El Sistema Mexicano e Italiano de Justicia Alternativa, Sistema de Negociación Global y de la Internacionalización de las Empresas Italianas” en el Congreso Justicia Alternativa: La Comparación Mexicana e Italiana en Milán. Y un año antes, en el 2015, la conferencia “La independencia y democracia en el Poder Judicial”, en la Suprema Corte de Justicia del Estado de Israel, en Jerusalén.
Durante su trayectoria el Dr Edgar Elías Azar impulsó e inauguró las primeras seis salas para juicios orales en el Distrito Federal con la finalidad de mejorar el desempeño del sistema judicial al tener personal mejor capacitado
Ha sido académico y catedrático de las Universidades Americanas de Acapulco, Anáhuac del Sur, Iberoamericana, ITAM, Escuela Libre de Derecho e Instituto de Investigaciones Jurídicas de la UNAM, además, ha participado como expositor y conferencista en Instituciones Públicas y Privadas, como representante de México en Foros Internacionales, desempeñando relevantes actividades en el Gobierno Federal.

## Gestión como Presidente del Tribunal Superior de Justicia
Su actividad en el tribunal ha sido de 26 años, inició en 1965 como intendente, prosiguiendo como archivista “G” transitorio del archivo judicial, taquígrafo “F”, Secretario del Ramo Penal en el Juzgado Primero Mixto de Paz, ocupando diversos puestos administrativos hasta el año de 1969 que fue designado Juez “A” de Paz de Cuautepec Barrio Bajo.
El Dr Elías Azar ha sido uno de los generadores de acciones en pro de los Derechos Humanos en el ámbito jurisdiccional, impulsando constantemente la capacitación de sus juzgadores con el fin de poder generar un impacto en los nuevos modelos constitucionales.
Después ocupó los cargos de Juez Décimo Quinto de Paz del Partido Judicial de México Distrito Federal, Juez Noveno de lo Civil y Magistrado (1993-1999) y Magistrado de la Primera Sala Civil de 2003 al 2007. Renunció al cargo el 21 de marzo de 2017.

## Publicaciones
Ha publicado diversos libros y participado en revistas.

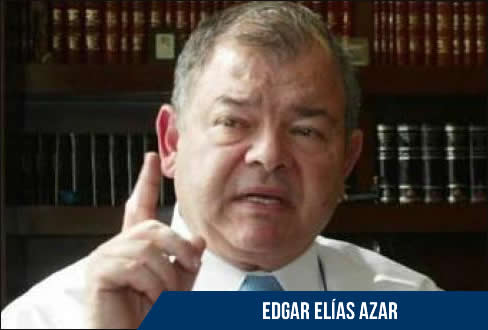
EliasAzar-lassietepartidas

1. Independencia judicial y liberalismo en México  (2018).
2. Jueces y Política, Gobierno Judicial y Democracia (2015).
3. Las Siete Partidas, DF, 2007-2012 - (2012).
4. Red Mexicana de Cooperación Judicial - (2011).
5. Figura del Juez de Ejecución en el Nuevo Sistema Penal - (2011).
6. XXI Ciclo de Conferencias de Actualización Judicial 2011 -  (2011).
7. Memorias del Congreso Nacional de Derecho Procesal - (2011).
8. Manual sobre Justiciabilidad de Derechos Sociales - (2011).
9. El Derecho de Europa y de América Latina - (2010).
10. Sistema Penal Acusatorio en Materia Ambiental - (2010).
11. Aplicación de Instrumentos Internacionales en Materia de DH - (2010).
12. Memorias XX Ciclo de Conferencias de Actualización Judicial - (2010).
13. Actualidad en Derechos Humanos - (2010).
14. Frases y Expresiones Latinas - (2008).